# タヒチ・トロット
《タヒチ・トロット（ロシア語: Таити-Тротт　ラテン文字表記例Tahiti Trot）》作品16は、ドミートリイ・ショスタコーヴィチが1927年に、ヴィンセント・ユーマンスのヒットソング《二人でお茶を》をオーケストラ用に編曲した作品である。初演以来ソ連で人気を博し、指揮者のアレクサンドル・ガウクの提案によって、バレエ音楽《黄金時代》の間奏曲として利用されたこともある。

## 概要
編曲の経緯については、次のような逸話が伝えられている。ショスタコーヴィチは指揮者のニコライ・マルコの自宅において、《二人でお茶を》の録音をマルコから聞かされた上に、「『あなたが1時間以内に記憶だけでこの曲を編曲することはできない』に100ルーブル賭けよう」とマルコに切り出された。ショスタコーヴィチはその挑発に乗り、およそ45分でオーケストレーションを済ませて、賭けに勝った。
自作ではないにもかかわらず、ショスタコーヴィチは作品番号つきで本作を発表している。初演は1928年11月25日にモスクワにおいて、マルコの指揮によって行われた。なお、ロシア語でタヒチはТаитиであることから原題が「タイチ＝トロット（ロシア語: Таити-Тротт）」となっているため、西側の資料によっては、ラテン文字で “Taiti(-)Trot(t)” と転写する場合がある。

## 楽器編成
- 特に指定のない限り演奏者数は1。
- フルート、ピッコロ、オーボエ、クラリネット、ファゴット、ホルン4、トランペット2、トロンボーン、ティンパニ、シンバル、トライアングル、スネアドラム、ハープ、チェレスタ、グロッケンシュピール、シロフォン、弦楽五部。
- 小品ながらも、管弦楽法の巧みな手腕が発揮されている。ショスタコーヴィチの管弦楽曲としてとくに注目すべき点は、室内楽的なテクスチュアと、繊細な音色の楽器の独奏とを活用することによって、柔和で瀟洒な印象をかもし出していることである。

## 註釈
1. ↑  “Dmitri Shostakovich: Tahiti-Trot, op.16”. 2008年5月6日閲覧。
2. 1 2  Cheltenham Symphony Orchestra: program notes（2011年7月21日時点のアーカイブ）

### 音源
- Shostakovich Tea For Two

### 研究
- 「タヒチ・トロット」でお茶にしよう -  私たちは２０世紀に生まれた